# Walter Falk (Literaturwissenschaftler)
Walter Falk (* 8. Februar 1924 in Sandweier; † 18. September 2000 in Marburg) war ein deutscher Literaturwissenschaftler und Philosoph, Mitbegründer des Marburger Kreises für Epochenforschung und Urheber der literarwissenschaftlichen Komponentenanalyse.

## Leben
Nach der Rückkehr aus der Kriegsgefangenschaft studierte Falk Germanistik, Philosophie, Anglistik und Romanistik an der Albert-Ludwigs-Universität Freiburg. 1957 folgte die Promotion in Germanistik. Zwischen 1960 und 1965 war Falk Dozent für Deutsche Sprache und Literatur an der Universität Madrid. Nach seiner Rückkehr war er als wissenschaftlicher Assistent am Institut für Neuere deutsche Literatur der Universität Marburg tätig. 1968 folgte die Habilitation und die Professur für Neuere Deutsche Literatur in Marburg. Um seine Entdeckung der komponentialen Sinnstruktur an Literatur des arabischen Sprachraums zu erproben, war Walter Falk von 1976 bis 1979 Gastprofessor an der Universität Kairo. Seit 1989 emeritiert, hielt er bis zu seinem Tod Vorlesungen und Seminare an der Universität Marburg.

## Publikationen (Auswahl)
- Leid und Verwandlung. Rilke, Kafka, Trakl und der Epochenstil des Impressionismus und Expressionismus. Otto Müller Verlag, Salzburg 1961 (= Trakl-Studien, Bd. 6).
- Das Nibelungenlied in seiner Epoche. Revision eines romantischen Mythos. Carl Winter Universitätsverlag, Heidelberg 1974.
- Vom Strukturalismus zum Potentialismus. Ein Versuch zur Geschichts- und Literaturtheorie. Verlag Karl Alber, Freiburg/München 1976 (= Fermenta philosophica).
- Der kollektive Traum vom Krieg. Epochale Strukturen in der deutschen Literatur zwischen „Naturalismus“ und „Expressionismus“. Carl Winter Universitätsverlag, Heidelberg 1977.
- Epochale Hintergründe der antiautoritären Bewegung. Ein Beitrag zur literaturwissenschaftlichen Diagnose der Sozialgeschichte. Verlag Peter Lang, Frankfurt/Main und Bern 1983 (= Beiträge zur Neuen Epochenforschung, Bd. 2).
- (Hrsg.:) Handbuch der literarwissenschaftlichen Komponentenanalyse. Theorie, Operationen, Praxis einer Methode der Neuen Epochenforschung. In Zusammenarbeit mit den Mitgliedern eines Marburger Forschungsseminars. Verlag Peter Lang, Frankfurt/Main, Bern und New York 1983 (= Beiträge zur Neuen Epochenforschung, Bd. 3).
- Des Teufels Wiederkehr. Alarmierende Zeichen der Zeit in der neuesten Dichtung. Burg Verlag, Stuttgart und Bonn 1983.
- (Hrsg.:) Parallele Ägypten. Die epochengeschichtlichen Verhältnisse in der ägyptischen und deutschen Literatur des 20. Jahrhunderts. In Zusammenarbeit mit den Mitgliedern des Projekts „Kairener Gegenwartsdiagnose“. Verlag Peter Lang, Frankfurt/Main, Bern, New York und Nancy 1984 (= Beiträge zur Neuen Epochenforschung, Bd. 4).
- Die Ordnung in der Geschichte. Eine alternative Deutung des Fortschritts. Burg Verlag, Stuttgart und Bonn 1985.
- Die Entdeckung der potentialgeschichtlichen Ordnung I. Kleine Schriften 1956–1984. I. Teil: Der Weg zur Komponentenanalyse. Peter Lang Verlag, Frankfurt/Main, Bern und New York 1985 (= Beiträge zur Neuen Epochenforschung, Bd. 5).
- Die Entdeckung der potentialgeschichtlichen Ordnung II. Kleine Schriften 1956–1984. II. Teil: Der Weg zur komponentialen Ordnung in der Geschichte. Peter Lang Verlag, Frankfurt/Main, Bern und New York 1985 (= Beiträge zur Neuen Epochenforschung, Bd. 5).
- Franz Kafka und die Expressionisten im Ende der Neuzeit. Verlag Peter Lang, Frankfurt/Main, Bern, New York und Paris 1989 (= Beiträge zur Neuen Epochenforschung, Bd. 10).
- Wissen und Glauben heute. Von der Evolutions- zur Fulgurationstheorie: Neue Voraussetzungen  des Gesprächs. Burg Verlag, Stuttgart und Bonn 1990 (= Teinacher Gespräche, Bd. 6).
- Václav Havels Briefe aus dem Gefängnis. Wo der Mensch zu Hause ist – ein Dialog. Verlag Mar Werner Imhof, Taunusstein 1994.
- Wissen und Glauben um 2000. Zu einer weltbewegenden Problematik und ihrer Herkunft. Aus dem Nachlaß hrsg. von Harald Seubert. Schöningh Verlag, Paderborn 2003, ISBN 3-506-72330-8.